# Radolt von Verona

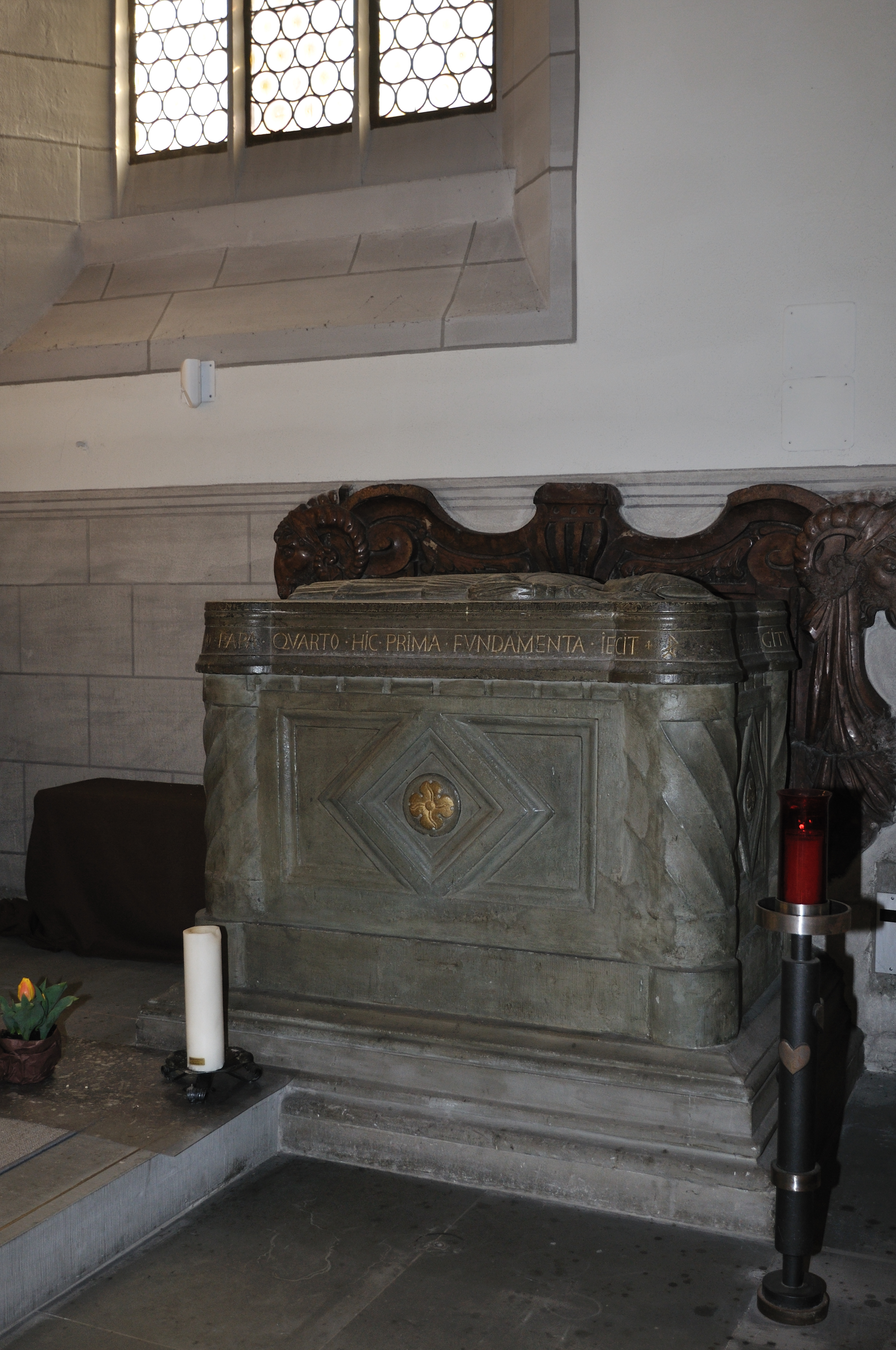
Sarkophag des hl. Radolt im Radolfzeller Münster (1538)

Radolt von Verona, auch Ratold oder Radolf (Radulph), it. Ratoldo oder Rotaldo (* um 770; † 13. September zwischen 840 und 858 in Radolfzell), war von 799/802 bis 840 Bischof von Verona und ist ein Heiliger der katholischen Kirche.

## Herkunft und Ausbildung
Radolt war Alemanne und erhielt seine Ausbildung in der damals erstrangigen Klosterschule Reichenau. Nach der Eroberung des Langobardenreichs durch Karl den Großen 774 wurde Egino, ebenfalls ein Alemanne mit Reichenauer Hintergrund, 780 als neuer, reichstreuer Bischof von Verona eingesetzt, und Radolt wurde Mitglied seines Kathedralklerus. 799 zog sich Egino auf die Reichenau zurück und gründete dort die Cella St. Peter und Paul, wo er 802 starb.

## Bischof von Verona
Radolt wurde Eginos Nachfolger auf dem Veroneser Bischofsstuhl, zudem Hofkapellan des Karlssohns Pippin von Italien. Im Jahr 801 überprüfte er zusammen mit diesem die von Graf Scrot von Florenz an das Kloster Schienen gemachte Reliquientranslation des hl. Genesius. Ebenfalls mit Pippin veranlasste er 807 die Wiederherstellung des Klosters San Zeno in Verona. Mit der Pagina firmitatis vom 24. Juni 813 teilte er die Einkünfte des Gutes Bovolone, die bisher ausschließlich dem Bischof zugestanden hatten, zu gleichen Teilen unter Bischof, Domklerus, Dombauhütte und Armenfürsorge auf. Politisch stand er in den Machtkämpfen der Zeit nach 815 auf Seiten Ludwigs des Frommen und meldete ihm den Aufstand Bernhards von Italien. 834 wirkte er maßgeblich mit bei der Befreiung von Ludwigs Ehefrau Judith aus Tortona und ihrer Rückführung nach Aachen. Damit hatte er sich jedoch in Italien Feinde gemacht und konnte nicht mehr an seinen Bischofssitz zurückkehren.

## Gründer von Radolfzell
Bereits vorher hatte Radolt sich in seiner Reichenauer Heimat nach dem Vorbild Eginos einen Rückzugsort geschaffen. 826 gründete er die Cella, aus der später Stift und Stadt Radolfzell entstanden. Der Überlieferung zufolge war sein Wunsch, Eginos Cella an der Inselspitze zu übernehmen, vom Abt abgelehnt und ihm stattdessen das am gegenüberliegenden Ufer gelegene, ebenfalls der Abtei gehörende Gelände zugewiesen worden. Die Neugründung stattete Radolt mit Reliquien der heiligen Theopontus und Senesius (aus Treviso) und des heiligen Zeno (aus Verona) aus. 830 schenkte er der Reichenauer Abtei Reliquien des Evangelisten Markus, die er in Venedig erworben hatte. Darüber berichtet die gut hundert Jahre später entstandene dramatische Translationslegende De miraculis et virtutibus beati Marci evangelistae, aus der die meisten Informationen über Radolts Leben stammen. Angeblich musste Radolt in Venedig versprechen, die wahre Identität der Reliquien geheim zu halten, so dass ihre Verehrung im Münster Mittelzell erst im 10. Jahrhundert einsetzte.
Ab 834 lebte Radolt vorwiegend in Radolfzell. 840 verzichtete er formell auf die Cathedra von Verona. Sein Sterbetag, der 13. September, ist nekrologisch überliefert, nicht jedoch das Jahr, für das nur Rahmendaten erschlossen werden können.

## Verehrung
Radolts Grab befindet sich im Münster Unserer Lieben Frau in Radolfzell. Im Jahr 1300 wurde er kanonisiert. Liturgischer Gedenktag ist der 13. September. Die Seelsorgeeinheit der katholischen Pfarreien in Radolfzell steht unter seinem Patrozinium.